# Vạc (vật dụng)
Xem nghĩa khác tại Vạc (định hướng)

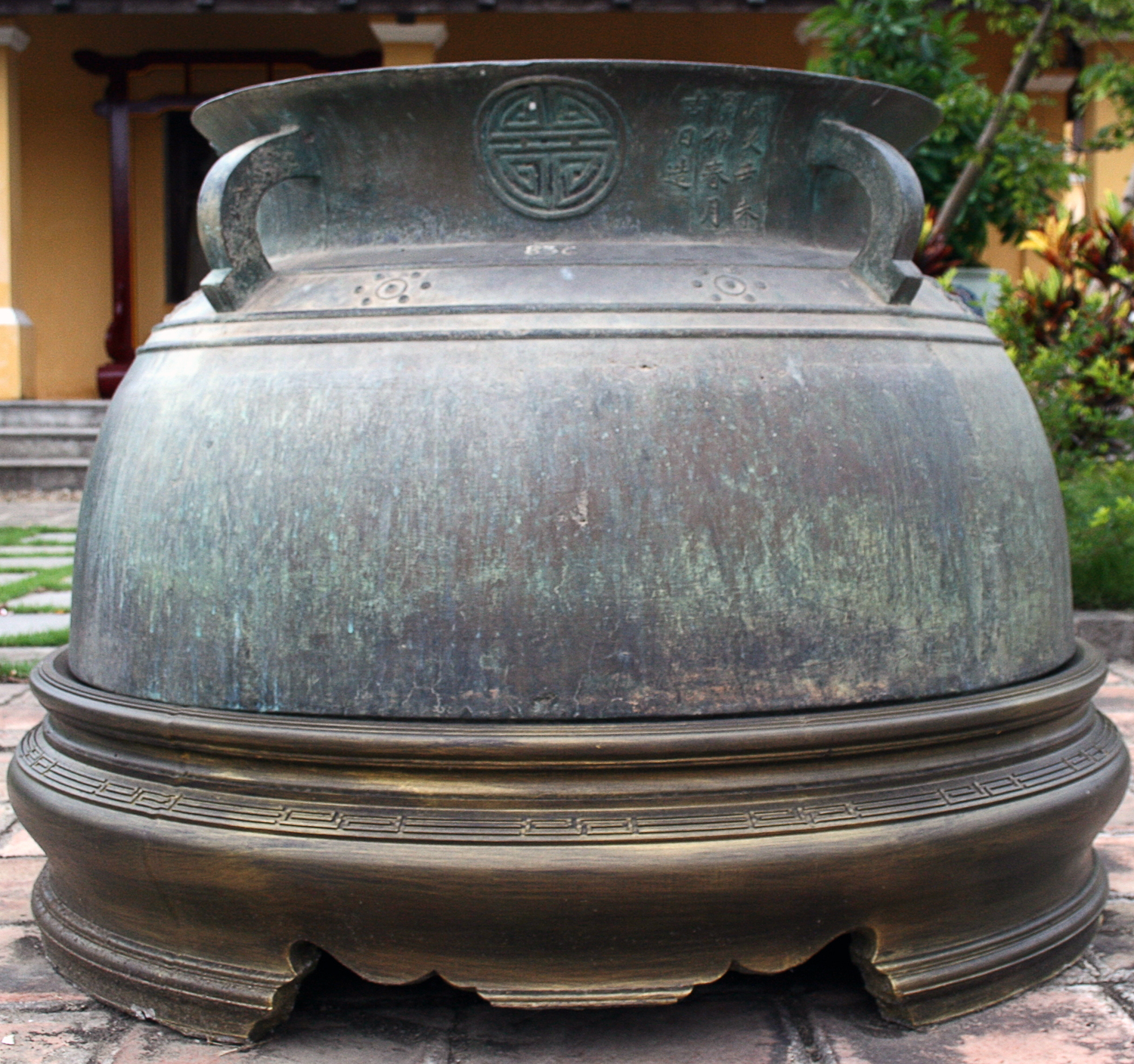
Vạc đồng trước điện Long An trong kinh thành Huế

Vạc một loại vật dụng cổ ở Việt Nam, có hình lòng chảo, có thể được dùng để nấu cơm hoặc thức ăn cho nhiều người trong những dịp lê hội. Vạc thường được đúc bằng đồng, và còn thường được gọi là vạc đồng. Vạc có thể được trưng bày ở những nơi công cộng như là tài sản chung của cộng đồng, biểu tượng cho sự thịnh vượng và uy quyền. Trong kinh thành Huế có các vạc của triều Nguyễn. Các thời đại vua khác ở Việt Nam cũng có vạc, như vạc Phổ Minh đời nhà Trần. Vạc cũng có thể được dùng để đun dầu và hành hình những phạm nhân, ví dụ như trong truyền thuyết về địa ngục của Trung Quốc hay thời vua Đinh Tiên Hoàng, trong đó phạm nhân sẽ bị thả vào vạc dầu đang được đun sôi .

## Ngoài Việt Nam

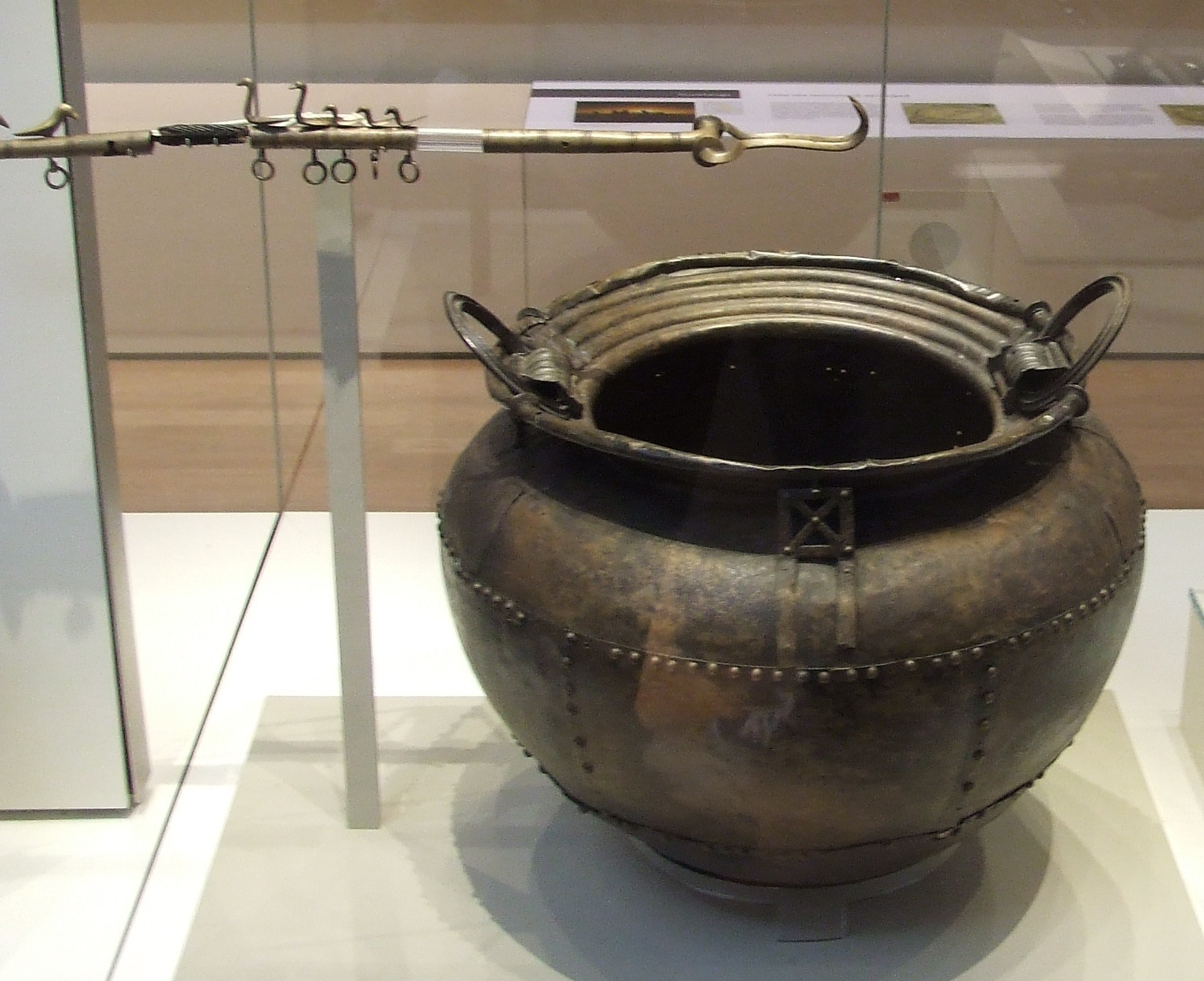
Vật dụng giống vạc, bằng đồng, ở Bảo tàng Anh quốc

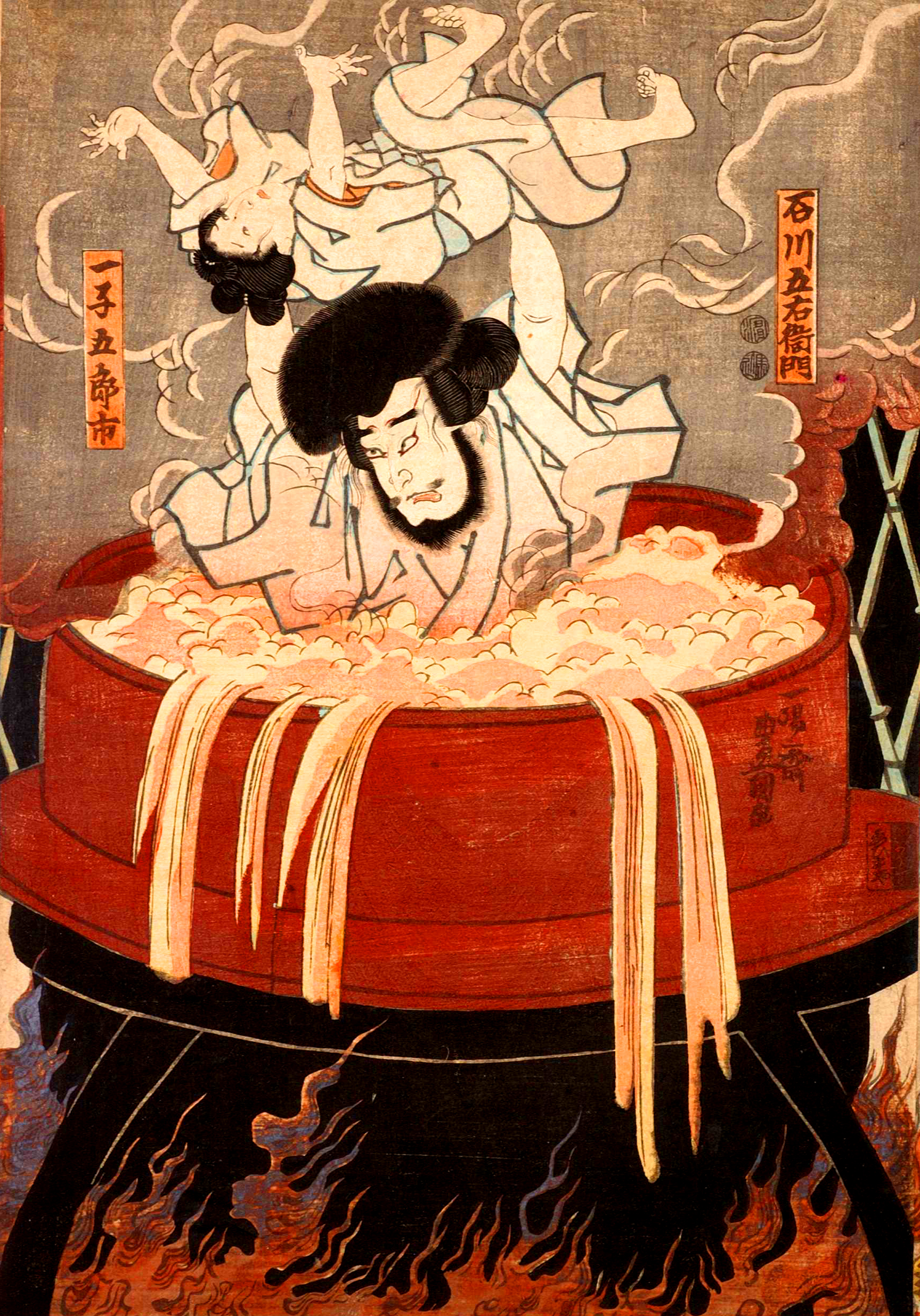
Ishikawa Goemon và con trai bị hành hình trong vạc đang đun sôi

Nhiều vật dụng có hình dạng, cấu tạo và mục đích sử dụng tương tự như vạc đã xuất hiện nhiều nơi trên thê giới, người ta gọi là "nồi hầm". Trong văn hóa châu Âu, vạc được các phù thủy dùng để nấu các loại thuốc có phép lạ. Vật có hình dạng của vạc và bằng đồng, gắn với các biểu tượng văn hóa, được tìm thấy ở Thụy Điển, ứng với thời kỳ đồ đồng, hay Đan Mạch (vạc Gundestrup).